# Клајмакс (Канзас)
Клајмакс (енгл. Climax) град је у америчкој савезној држави Канзас.

## Демографија
По попису из 2010. године број становника је 72, што је 8 (12,5%) становника више него 2000. године.
| Група             | 2000.      | 2010.      |
| Белци             | 53 (82,8%) | 71 (98,6%) |
| Афроамериканци    | 0 (0,0%)   | 0 (0,0%)   |
| Азијати           | 0 (0,0%)   | 0 (0,0%)   |
| Хиспаноамериканци | 10 (15,6%) | 0 (0,0%)   |
| Укупно            | 64         | 72         |